# Úmyslovice
Úmyslovice település Csehországban, a Nymburki járásban. Úmyslovice Kouty, Senice, Velenice, Okřínek, Činěves és Netřebice településekkel határos. Lakosainak száma 319 fő (2024. január 1.).

## Népesség
A település lakosságának változását az alábbi diagram mutatja:
| Lakosok száma | 372  | 506  | 516  | 361  | 344  | 311  | 332  | 312  | 296  | 319  |
|               | 1869 | 1890 | 1921 | 1950 | 1980 | 2001 | 2017 | 2019 | 2022 | 2024 |